# Beatrice Rosen
Beatrice Rosen (Nueva York; 29 de noviembre de 1977), también conocida como Béatrice Rosen o Béatrice Rosenblatt, es una actriz estadounidense. En 2004 tomó su carrera a nivel internacional, trabajó en cine y televisión en Estados Unidos y en Reino Unido en 2008. Aparece en la película 2012 como Tamara.

## Biografía
Se crio en París, donde empezó a actuar a la edad de 10 años a partir de 18 de diciembre de 1994. Interpretó un papel en la octava temporada de la serie de WB Charmed como la inocente Maya Holmes. También apareció en la cuarta temporada de la serie Smallville de la misma cadena como Dawn Stiles, una muchacha que quería desesperadamente ser reina del baile. También interpretó Gabrielle la Claire, la hija del embajador francés en la película del 2004 Chasing Liberty, y Natascha en The Dark Knight (El Caballero Oscuro) de Christian Bale. Además pareció en Peligro de Sharpe, la última entrega de la popular serie Sharpe, trabajando junto a Sean Bean en 2008.
Su papel más reconocido es en la película 2012 donde hace de Tamara Jikan, una mujer infeliz comprometida de un magnate ruso llamado Yuri, y le es infiel con un piloto llamado Sasha.

## Filmografía
| Año       | Título                                 | Rol                            | Notas                                            |
| --------- | -------------------------------------- | ------------------------------ | ------------------------------------------------ |
| 1998      | La vieille barrière                    | Una estudiante                 | Cortometraje                                     |
| 1998      | Un et un font six                      | El operador                    | Episodio: "Très chère maison"                    |
| 1999      | Le ciel, les oiseaux,... et ta mère!   |                                |                                                  |
| 1999      | In punta di cuore                      | Clara                          | Película de televisión                           |
| 1999      | La révolution sexuelle n'a pas eu lieu | Jeune fille 7                  |                                                  |
| 1999      | Vertiges                               | Eliane Vercel                  | Episodio: "Le fil du rasoir"                     |
| 1999      | Manatea, les perles du Pacifique       | Pauline                        | Serie de televisión                              |
| 1999      | Clown                                  | Chica rubia                    | Cortometraje                                     |
| 2000      | Passion assassine                      |                                | Película de televisión                           |
| 2000–2001 | Baie ouest                             | Leslie                         | Serie de televisión                              |
| 2002      | Cravate club                           |                                |                                                  |
| 2002      | Undercover                             | Audrey                         | Cortometraje                                     |
| 2003      | Welcome to the Roses                   | Agnes                          |                                                  |
| 2003      | Le bleu de l'océan                     | Vanessa                        | Miniserie de televisión                          |
| 2004      | Commando Nanny                         | Katie Winter                   | Serie de televisión                              |
| 2004      | Chasing Liberty                        | Gabrielle                      |                                                  |
| 2004      | Le grand patron                        | Stéphanie Celnik               | Episodio: "Soupçons"                             |
| 2004      | Quintuplets                            | Gabrielle                      | Episodio: "Thanksgiving Day Charade"             |
| 2004      | North Shore                            | Mia                            | Episode: "Sucker Punch"                          |
| 2005      | Smallville                             | Dawn Stiles                    | Episodio: "Spirit"                               |
| 2005      | Charmed                                | Jenny Bennett / Maya Holmes    | 3 episodiod                                      |
| 2005–2006 | Cuts                                   | Faith Drake                    | 17 episodios                                     |
| 2006      | Blindfolded                            | Gorgeous                       | Cortometraje                                     |
| 2006      | Peaceful Warrior                       | Dory                           |                                                  |
| 2008      | The Other Side of the Tracks           | Marcy                          |                                                  |
| 2008      | The Dark Knight                        | Natascha                       |                                                  |
| 2008      | Sharpe's Peril                         | Marie Angelique                | Película de televisión                           |
| 2009      | 2012                                   | Tamara                         |                                                  |
| 2010      | The Big I Am                           | Liza                           |                                                  |
| 2010      | 100 Questions                          | Arielle Goodman                | Episodio: "Have You Ever Had a One-Night Stand?" |
| 2010      | Life’s a Beach                         | Isabelle                       |                                                  |
| 2011      | Nikita                                 | Princess Kristina              | Episodio: "Coup de Grace"                        |
| 2011      | Harry's Law                            | Marylin Monique                | Episodio: "The Fragile Beast"                    |
| 2011      | Law & Order: Criminal Intent           | Andrea Stiles                  | Episodio: "The Last Street in Manhattan"         |
| 2012      | Side Effects                           | Ivy                            | Filming                                          |
| 2012      | Road Nine                              | Nadia                          | Posproducción                                    |
| 2012      | Le Sang de la vigne                    | Victoire                       | Episodio: "Boire et déboires en Val de Loire"    |
| 2013      | (Im)parfaites                          | Emmanuelle                     | Posproducción                                    |
| 2013      | Under the Rainbow                      | Fanfan                         |                                                  |
| 2013      | The Smurfs 2                           | Stork Model                    |                                                  |
| 2013      | Payday                                 | Agente especial Jordan Griffin |                                                  |
| 2015      | Backstrom                              | Nadia Paquet                   |                                                  |
| 2014      | Zugzwang                               | Jenny Williams                 | Posproducción                                    |
| 2014      | Taxi Brooklyn                          | Aimee                          | Episodio: "Revenge"                              |
| 2015      | Delirium                               | Kate                           |                                                  |
| 2017      | The Saint                              | Katherine Valecross            | Película de televisión                           |
| 2020      | Section de recherches                  | Virginie Bells                 | Episodio: "Premiere Pierre"                      |